# Last (transport)
Last är alla lösa föremål på en farkost, undantaget bränsle, reservdelar, säkerhetsutrustning och annat som används för farkostens framdrivning.